# Beatrice Faumuina
Beatrice Roini Liua Faumuina (Auckland, 23 ottobre 1974) è un'ex discobola e conduttrice televisiva neozelandese.
Ha vinto un titolo mondiale nell'edizione di Atene 1997.

## Biografia
Oltre alla lunga carriera sportiva, nel 2006, ha anche partecipato al programma televisivo Dancing with the Stars, omologo del programma italiano Ballando con le Stelle, dove ha concluso seconda.
Sempre dallo stesso anno è diventata presentatrice del programma Tagata Pasifika trasmesso dall'emittente televisiva neozelandese TVNZ.

## Record nazionali
- Lancio del disco 68,52 m (Oslo, 4 luglio 1997)

## Palmarès
| Anno | Manifestazione    | Sede         | Evento           | Risultato | Misura  | Note              |
| ---- | ----------------- | ------------ | ---------------- | --------- | ------- | ----------------- |
| 1992 | Mondiali juniores | Seul         | Lancio del disco | 5ª        | 52,20 m |                   |
| 1994 | Commonwealth      | Victoria     | Lancio del disco | Argento   | 57,12 m |                   |
| 1995 | Mondiali          | Göteborg     | Lancio del disco | 28ª       | 54,32 m |                   |
| 1996 | Olimpiadi         | Atlanta      | Lancio del disco | 23ª       | 58,40 m |                   |
| 1997 | Mondiali          | Atene        | Lancio del disco | Oro       | 66,82 m |                   |
| 1998 | Commonwealth      | Kuala Lumpur | Lancio del disco | Oro       | 65,92 m | Record dei Giochi |
| 1998 | Commonwealth      | Kuala Lumpur | Getto del peso   | 4ª        | 16,41 m |                   |
| 1999 | Mondiali          | Siviglia     | Lancio del disco | 5ª        | 64,62 m |                   |
| 2000 | Olimpiadi         | Sydney       | Lancio del disco | 12ª       | 58,69 m |                   |
| 2002 | Commonwealth      | Manchester   | Lancio del disco | Oro       | 60,83 m |                   |
| 2003 | Mondiali          | Parigi       | Lancio del disco | 13ª       | 56,86 m |                   |
| 2004 | Olimpiadi         | Atene        | Lancio del disco | 7ª        | 63,45 m |                   |
| 2005 | Mondiali          | Helsinki     | Lancio del disco | 4ª        | 62,73 m |                   |
| 2006 | Commonwealth      | Melbourne    | Lancio del disco | 4ª        | 59,12 m |                   |
| 2007 | Mondiali          | Osaka        | Lancio del disco | 26ª (q)   | 55,75 m |                   |
| 2008 | Olimpiadi         | Pechino      | Lancio del disco | 28ª       | 57,15 m |                   |
| 2010 | Commonwealth      | Delhi        | Lancio del disco | 5ª        | 57,79 m |                   |

## Riconoscimenti
- Il 16 ottobre 2005 è stata nominata FAO Goodwill Ambassador dell'Organizzazione delle Nazioni Unite per l'Alimentazione e l'Agricoltura.